# وزارة أحمد نجيب الهلالي باشا الأولى
وزارة أحمد نجيب الهلالي باشا الأولى هي الوزارة السابعة والستون في مصر، صدر المرسوم الملكي بتشكيلها في 1 مارس 1952.:519:523

## أعضاء الحكومة
| الوزارة                                | الوزير                          |
| -------------------------------------- | ------------------------------- |
| رئيس مجلس الوزراء                      | أحمد نجيب الهلالي باشا          |
| وزير الداخلية والحربية والبحرية        | أحمد مرتضى المراغي بك           |
| وزير الخارجية                          | محمد عبد الخالق حسونة باشا      |
| وزير المالية والاقتصاد                 | محمد زكي عبد المتعال            |
| وزير العدل                             | محمد كامل مرسي باشا             |
| وزير الأشغال العمومية                  | نجيب إبراهيم باشا               |
| وزير المواصلات                         | طراف علي باشا                   |
| وزير المعارف العمومية                  | محمد رفعت باشا                  |
| وزير الشئون الاجتماعية والصحة العمومية | راضي أبو سيف راضي بك            |
| وزير الشئون البلدية والقروية           | طه محمد عبد الوهاب السباعي باشا |
| وزير الأوقاف                           | محمد المفتي الجزايرلي باشا      |
| وزير الزراعة                           | محمود عثمان غزالي باشا          |
| وزير التجارة والصناعة والتموين         | صليب سامي باشا                  |
| وزير دولة للدعاية                      | محمد فريد زعلوك                 |